# Rat City
Rat City – norweski zespół muzyczny stworzony przez braci Kent i Cato Sundbergów występujących także w zespole Donkeyboy. Zespół zyskał dużą popularność po wydaniu singla „Kind of Love”. Był także producentem wielu utworów notowanych na listach przebojów.
Nazwa zespołu w tłumaczeniu na język polski oznacza Miasto Szczurów.

## Historia zespołu
Zespół powstał w Norwegii, a dokładniej uformowany został w Drammen przez braci Kent i Cato Sundbergów.
2016
Ich pierwszym utworem muzycznym był singel „Run For Your Life” wydany w 2016 roku. Nie odniósł on jednak sukcesów na państwowych listach przebojów, pomimo dużej oglądalności na serwisie YouTube (prawie trzy miliony wyświetleń) oraz 114. pozycji na dniowej norweskiej liście Spotify.
Kolejny singel nazwany „On My Own” nagrany w tym samym roku we współpracy z Chrisem Holstenem okazał się przebojem na terenie Norwegii zajmując 40. pozycję, a także zdobył tam status platynowej płyty. Dostał się on również na 81. miejsce najczęściej odtwarzanych utworów na iTunes w Norwegii (8 marca 2020 roku).
W 2016 wystąpili gościnnie w utworze muzycznym Lili pod tytułem „Don’t Let Go”, który okrył się złotem w Norwegii. Dostał się także do 2 tygodniowych list Spotify: 52. miejsce w Norwegii oraz 79. pozycja na terenie Finlandii. Z tą piosenką autorzy nominowani zostali do Scandipop Awards (wygrał utwór Sigrid pod tytułem „Don’t Kill My Vibe”).
W tym samym roku stworzyli także remiks utworu Laury Marano „Let Me Cry”.
2017
W 2017 roku zespół nagrał dwa utwory muzyczne: „Tell You” (wraz z piosenkarką Lilą) oraz „Touch Me Like That” (wraz z Christiane), jednak żaden z nich nie osiągnął większego sukcesu. Pierwsza znalazła się jedynie na playliście Best New Pop tworzonej przez serwis internetowy Scandipop.
2018
W 2018 roku zespół Rat City nagrał remiks utworu Mansionz „Wicked”. Utwór był odtwarzany m.in. na terenie Wspólnoty Niepodległych Państw.
Do składu zespołu w tym roku dołączyli Lasse Michelsen oraz Micah Monkey.
2019
Ich pierwszym singlem w roku 2019 był, notowany na terenie Finlandii (17 miejsce na liście przebojów Musiikkituottajat Radiosoitto) „Down Under”, nagrany we współpracą z artystą muzycznym Lvndscape. Utwór zdobył szczyt listy Radio Charts w Finlandii (22 stycznia 2020 rok), a także 58. pozycję najczęściej odtwarzanych utworów w serwisie iTunes na terenie Południowej Afryki (12 czerwca 2020 rok).
Kolejnym utworem Rat City, a zarazem ich najpopularniejszym na terenie Polski, okazał się singel pod tytułem „Kind of Love”, w którym jako artysta gościnny występuje Isak Heim. Dostał się on do list norweskich (także do głównej norweskiej listy przebojów – VG-lista, gdzie dostał się na 9. pozycję), polskich oraz amerykańskiej (27. pozycja na Dance/Mix Show Airplay). W Polsce był on notowany przez dużą część list przebojów (łącznie z listą AirPlay – Top, gdzie dostał się na 5. miejsce). Odtwarzany był głównie na terenie Norwegii oraz Polski, jednak puszczany był także w Brazylii, Stanach Zjednoczonych, Wielkiej Brytanii, Hiszpanii, Danii, Peru, Rosji i we Włoszech. Zdobył on tytuł platynowej płyty na terenie Norwegii oraz Polski. Utwór miał także kilka remiksów, między innymi DJ TyDi, czy Alex Ariete. Na Spotify utwór został odtworzony ponad 30 milionów razy, dostając się tam także do list norweskiej i polskiej.
Nagrali w roku 2019 także utwór „Deliriously Good”, jednak, pomimo ponad pół miliona wyświetleń na serwisie YouTube oraz 166. pozycji w norweskiej liście Spotify, nie osiągnął sukcesu.
Czwarty utwór Rat City wydany w 2019 roku był singel „Naked (With My Headphones On)” nagrany z kanadyjską piosenkarką Kieszą. Dostał się on na 21. pozycję oficjalnej polskiej listy przebojów AirPlay – Top. W seriwsie YouTube został on wyświetlony ponad 4,3 miliona razy. Remiks w wykonaniu ZIDA okazał się przebojem na terenie Tajwanu, w Polsce popularniejszy okazał się remiks Tungevaaga.
2020
Ich pierwszym utworem w 2020 roku był singel pod tytułem „I Just Wanna Dance”, w którym występował Isak Heim. Stał się on przebojem na terenie Polski (dostając się na 74. pozycję AirPlay – Top). Dostał się on także na norweskie listy: Spotify (197. pozycja), a także iTunes oraz Apple Music (kolejno 20. i 25. miejsce). Remiks w wersji Lt Wee był notowany na szwedzkiej liście iTunes. Teledysk do utworu stworzył, mieszkający w Poznaniu influencer, Joseph Amissah, bazując na świecie stworzonym przez norweskiego animatora Micah Monkey.
Kolejnie nagrali remiks utworu Janiecka Devy'ego pod tytułem „Somebody New”. Stał się on przebojem na terenie Hiszpanii.
We wrześniu 2020 roku zespół opublikował teledysk do utworu „Afterparty”, nagranego z DJ Tungevaag. W piosence gościnnie występował raper Rich The Kid. Utwór dostał się na 4. miejsce norweskiej listy Apple Music, 87. pozycję duńskiej listy iTunes oraz na 89. miejsce na terenie Norwegii w Spotify.
2021
29 stycznia 2021 zespół wydał singel „Bad” wraz z piosenkarką Dagny. Znalazł się on na 160. pozycji tygodniowej listy Spotify w Norwegii, a także na 7. miejscu listy przebojów Apple Music w tym samym kraju.
Zremiksowali również utwór Mako pt. „Ocelot”.
10 czerwca tego samego roku wydali singel „Rather Be”. Był to ich czwarty utwór stworzony we współpracy z Isakiem Heimem.
2022
21 grudnia wraz z norweskim duetem artystycznym ZIDA powstała piosenka „Deeper”

## Skład zespołu

### Członkowie
- Kent Sundberg
- Cato Sundberg
- Lasse Michelsen (od 2018)[22]
- Micah Monkey (2018–2019)[23]

## Uniwersum
Rat City poprzez animowane teledyski do utworów muzycznych tworzą uniwersum. Jest to miasto Rat City, które zamieszkują poszczególne postacie fantastyczne:
- Dean – złoczyńca, władca przestępczości podziemia,
- Frank – prywatny detektyw,
- Sam – ekscentryczny piosenkarz, w teledyskach umieszczany w centrum uwagi w lokalnym kasynie,
- a także animowana postać Kieszy (dodana do teledysku utworu „Naked (With My Headphones On)”, a także kolejnych) oraz Isaka Heima (dodana do teledysku utworu „I Just Wanna Dance”).

## Dyskografia

### Single
Jako artyści główni
| Rok                                                       | Tytuł                                                         | Pozycja na liście przebojów | Pozycja na liście przebojów | Pozycja na liście przebojów | Pozycja na liście przebojów | Pozycja na liście przebojów | Certyfikat                                       | Sprzedaż                      | Album |
| Rok                                                       | Tytuł                                                         | FIN                         | POL (airplay)               | POL (airplay nowości)       | NOR                         | US Dance/Mix                | Certyfikat                                       | Sprzedaż                      | Album |
| --------------------------------------------------------- | ------------------------------------------------------------- | --------------------------- | --------------------------- | --------------------------- | --------------------------- | --------------------------- | ------------------------------------------------ | ----------------------------- | ----- |
| 2016                                                      | „On My Own” (oraz Chris Holsten)                              | –                           | –                           | –                           | 40                          | –                           | - NOR: platynowa płyta                           | - NOR: 60 000+                | —     |
| 2017                                                      | „Tell You” (oraz Lila)                                        | –                           | –                           | –                           | –                           | –                           |                                                  |                               | —     |
| 2017                                                      | „Touch Me Like That” (oraz Christiane)                        | –                           | –                           | –                           | –                           | –                           |                                                  |                               | —     |
| 2019                                                      | „Down Under” (oraz Lvndscape)                                 | 17                          | –                           | –                           | –                           | –                           |                                                  |                               | —     |
| 2019                                                      | „Kind of Love” (gościnnie: Isak Heim)                         | –                           | 5                           | 4                           | 9                           | 27                          | - NOR: platynowa płyta - POL: 2× platynowa płyta | - NOR: 60 000+ - POL: 40 000+ | —     |
| 2019                                                      | „Deliriously Good”                                            | –                           | –                           | –                           | –                           | –                           |                                                  |                               | —     |
| 2019                                                      | „Naked (With My Headphones On)” (oraz Kiesza)                 | –                           | 21                          | 4                           | –                           | –                           |                                                  |                               | —     |
| 2020                                                      | „I Just Wanna Dance” (oraz Isak Heim)                         | –                           | 74                          | 5                           | –                           | –                           |                                                  |                               | —     |
| 2020                                                      | „Afterparty” (oraz Martin Tungevaag, gościnnie: Rich The Kid) | –                           | –                           | –                           | –                           | –                           |                                                  |                               | —     |
| 2021                                                      | „Bad” (oraz Dagny)                                            | –                           | –                           | –                           | –                           | –                           |                                                  |                               | —     |
| 2021                                                      | „Rather Be” (oraz Isak Heim)                                  | –                           | –                           | –                           | –                           | –                           |                                                  |                               |       |
| „–” oznacza, że singiel nie był notowany na danej liście. |                                                               |                             |                             |                             |                             |                             |                                                  |                               |       |

Jako artyści gościnni
| Rok                                                       | Tytuł                                      | Pozycja na liście przebojów | Certyfikat         | Sprzedaż       | Album |
| Rok                                                       | Tytuł                                      | NOR (Spotify)               | Certyfikat         | Sprzedaż       | Album |
| --------------------------------------------------------- | ------------------------------------------ | --------------------------- | ------------------ | -------------- | ----- |
| 2016                                                      | „Don’t Let Go” (Lila, gościnnie: Rat City) | 114                         | - NOR: złota płyta | - NOR: 30 000+ | —     |
| „–” oznacza, że singiel nie był notowany na danej liście. |                                            |                             |                    |                |       |

Single promocyjne
| Rok                                                       | Tytuł                                                                           | Pozycja na liście przebojów | Pozycja na liście przebojów | Pozycja na liście przebojów | Pozycja na liście przebojów | Pozycja na liście przebojów | Pozycja na liście przebojów | Album     |
| Rok                                                       | Tytuł                                                                           | NOR (Spotify)               | FIN (Spotify)               | IDN (iTunes)                | POL (iTunes)                | DEN (iTunes)                | SWE (iTunes)                | Album     |
| --------------------------------------------------------- | ------------------------------------------------------------------------------- | --------------------------- | --------------------------- | --------------------------- | --------------------------- | --------------------------- | --------------------------- | --------- |
| 2016                                                      | „Run For Your Life” (oraz Mako, gościnnie: Natalola)                            | 114                         | –                           | –                           | –                           | 67                          | –                           | Hourglass |
| 2019                                                      | „Kind of Love [Alex Ariete Remix]” (gościnnie Isak Heim)                        | –                           | –                           | –                           | –                           | –                           | –                           | —         |
| 2020                                                      | „Naked (With My Headphones On) (Tungevaag Remix)” (oraz Kiesza)                 | –                           | –                           | –                           | 91                          | –                           | –                           | —         |
| 2020                                                      | „I Just Wanna Dance – MAKJ Remix” (oraz Isak Heim)                              | –                           | –                           | –                           | –                           | –                           | –                           | —         |
| 2020                                                      | „I Just Wanna Dance – Lt Wee Remix” (oraz Isak Heim)                            | –                           | –                           | –                           | –                           | –                           | 83                          | —         |
| 2020                                                      | „Afterparty [GATTÜSO Remix]” (oraz Martin Tungevaag, gościnnie: Rich The Kid)   | –                           | –                           | –                           | –                           | –                           | –                           | —         |
| 2020                                                      | „Afterparty [Joe Stone Remix]” (oraz Martin Tungevaag, gościnnie: Rich The Kid) | –                           | –                           | 80                          | –                           | –                           | –                           | —         |
| 2021                                                      | „Afterparty [Vanillaz Remix]” (oraz Martin Tungevaag, gościnnie: Rich The Kid)  | 156                         | 161                         | –                           | –                           | –                           | –                           | —         |
| „–” oznacza, że singiel nie był notowany na danej liście. |                                                                                 |                             |                             |                             |                             |                             |                             |           |

Remiksy
| Rok                                                       | Tytuł                           | Artysta      | Pozycja na liście przebojów | Album                     |
| Rok                                                       | Tytuł                           | Artysta      | ESP (iTunes)                | Album                     |
| --------------------------------------------------------- | ------------------------------- | ------------ | --------------------------- | ------------------------- |
| 2016                                                      | „Let Me Cry (Rat City Remix)”   | Laura Marano | –                           | Let Me Cry                |
| 2018                                                      | „Wicked (Rat City Remix)”       | Mansionz     | –                           | Island Life Dance, Vol. 7 |
| 2020                                                      | „Somebody New (Rat City Remix)” | Janieck Devy | 47                          | —                         |
| 2021                                                      | „Ocelot (Rat City Remix)”       | Mako         | –                           | —                         |
| „–” oznacza, że singiel nie był notowany na danej liście. |                                 |              |                             |                           |

### Utwory dla innych artystów
| Rok                                                       | Wykonawca         | Album                      | Utwór                                | Pozycja na liście przebojów | Pozycja na liście przebojów | Uwagi                                      | Źr.    |
| Rok                                                       | Wykonawca         | Album                      | Utwór                                | NOR                         | SWE                         | Uwagi                                      | Źr.    |
| --------------------------------------------------------- | ----------------- | -------------------------- | ------------------------------------ | --------------------------- | --------------------------- | ------------------------------------------ | ------ |
| 2016                                                      | Frøder            | —                          | „Air I Need”                         | –                           | –                           | produkcja, muzyka, gitara, aranżacja       | [ 84 ] |
| 2016                                                      | Kelner            | —                          | „Nippon”                             | –                           | –                           | produkcja                                  | [ 85 ] |
| 2017                                                      | Chris Holsten     | —                          | „Mexico” (styl. „MEXICO”)            | 34                          | –                           | tekst                                      | [ 86 ] |
| 2018                                                      | Marcus & Martinus | Moments (wersja Deluxe)    | „Remind Me”                          | –                           | 63                          | produkcja, muzyka, teskt, wokal            | [ 87 ] |
| 2020                                                      | Dagny             | —                          | „Come Over”                          | 35                          | –                           | produkcja, wokal, kayboard                 | [ 88 ] |
| 2020                                                      | Dagny             | —                          | „Somebody”                           | 3                           | –                           | produkcja, muzyka, wokal, keyboard, tekst  | [ 89 ] |
| 2020                                                      | Ruben             | —                          | „Burn Down This Room”                | 19                          | –                           | produkcja, muzyka, wokal, keyboard         | [ 90 ] |
| 2020                                                      | Caterina Eliza    | —                          | „Living In The Color”                | –                           | –                           | muzyka, tekst                              | [ 91 ] |
| 2020                                                      | Julie Bergan      | Hard Feelings: Ventricle 2 | „One Touch”                          | 39                          | –                           | produkcja, chórki, gitara, keyboard, tekst | [ 92 ] |
| 2020                                                      | Julie Bergan      | One Touch                  | „One Touch” (wersja akustyczna)      | –                           | –                           | produkcja, chórki, gitara, keyboard, tekst | [ 93 ] |
| 2021                                                      | Hedda Mae         | —                          | „Somebody (De Naste)”                | –                           | –                           | muzyka, tekst                              | [ 94 ] |
| 2021                                                      | Sebastian Zalo    | De Neste                   | „Crazy no så normalt (fra De Neste)” | –                           | –                           | muzyka, tekst                              | [ 95 ] |
| „–” oznacza, że singiel nie był notowany na danej liście. |                   |                            |                                      |                             |                             |                                            |        |

### Teledyski
| Tytuł                           | Rok                 | Reżyseria                       | Produkcja                       | Źr.                 |
| Jako główny artysta             | Jako główny artysta | Jako główny artysta             | Jako główny artysta             | Jako główny artysta |
| ------------------------------- | ------------------- | ------------------------------- | ------------------------------- | ------------------- |
| „Touch Me Like That”            | 2017                | nieznani                        | nieznani                        | [ 96 ] [ 97 ]       |
| „Down Under”                    | 2019                | James Baker • Alison Woodward   | Nima Nabili Rad                 | [ 98 ] [ 99 ]       |
| „Kind of Love”                  | 2019                | Micah Monkey                    | Micah Monkey                    | [ 100 ] [ 101 ]     |
| „Deliriously Good”              | 2019                | Anders Paus Hedberg             | Micah Monkey                    | [ 102 ] [ 103 ]     |
| „Naked (With My Headphones On)” | 2019                | THE PYRAMID WATCH, Micah Monkey | THE PYRAMID WATCH, Micah Monkey | [ 104 ] [ 105 ]     |
| „I Just Wanna Dance”            | 2020                | Joseph Amissah, Micah Monkey    | Joseph Amissah, Micah Monkey    | [ 106 ] [ 40 ]      |
| „Afterparty”                    | 2020                | nieznani                        | nieznani                        | [ 107 ] [ 108 ]     |
| „Bad”                           | 2021                | Anders Paus Hedberg             | Anders Paus Hedberg             | [ 109 ] [ 110 ]     |

## Nominacje
| Rok  | Konkurs               | Kategoria                    | Nominowany utwór | Wynik     | Źr.     |
| ---- | --------------------- | ---------------------------- | ---------------- | --------- | ------- |
| 2018 | 2018 Scandipop Awards | Najlepszy debiutancki singel | „Don't Let Go”   | Nominacja | [ 15 ]  |
| 2019 | Spellemannprisen 2019 | Piosenka roku                | „Kind of Love”   | Nominacja | [ 111 ] |